# Fernando Bolívar Galiano
Fernando Bolívar Galiano -Ferbo Ligali-  (Alcalá la Real, Jaén, 5 de octubre de 1965) es un artista y científico español.

## Biografía
Pionero en estudios acerca del biodeterioro en bienes culturales, nace el 5 de octubre de 1965 en Alcalá la Real (Jaén) siendo hijo de José Bolívar Gómez de Urda y Concepción G. Suárez de Urbina, trasladándose junto a su familia a Granada en 1971.
En los años ochenta: forma parte de la directiva en Granada de ADENA -WWF ejerciendo varios años como monitor en el campamento fundado por Félix Rodríguez de la Fuente en la provincia de Segovia y comienza simultáneamente sus estudios de Biología y Bellas Artes en la Universidad de Granada. 
En 1991 fue becado por el Ministerio de Educación y Ciencia para especializarse en biodeterioro en el laboratorio pionero en esta disciplina situado en Roma, el ICR (Istituto Centrale per il Restauro), donde colabora en la investigación y restauración del Coliseo y la Fontana di Trevi. Tras finalizar ambas licenciaturas obtuvo la primera beca de investigación de la primera promoción de la Facultad de Bellas Artes, con la que pudo realizar la primera tesis española sobre el biodeterioro de bienes culturales. Obtiene el doctorado en 1994 con el estudio descriptivo, analítico y experimental de organismos fotosintéticos en los palacios nazaríes de la Alhambra, tesis que pone por primera vez en relieve la importancia de las microalgas en la conservación del monumento más visitado de España.
Actualmente es catedrático de Pintura en la Universidad de Granada, único con la capacitación para impartir asignaturas de Pintura, Restauración y Biología. A través de su pseudónimo Ferbo Ligali desarrolla su actividad como artista visual: creación de pinturas, esculturas, obra gráfica e instalaciones donde consigue plasmar la mixtión ciencia y el arte.
Fue pionero en la defensa de los derechos de la infancia afectada por las separaciones, cofundando la Asociación de DEHISE. Hoy día es Presidente de la Asociación en Defensa de la Igualdad Efectiva + Justicia + Igualdad perteneciente a la Federación para la Defensa de la Igualdad Efectiva ().
En la actualidad es el creador del movimiento cultural "Ligalismo" como corriente artístico-científica.

## Arte y Ciencia en su obra
La búsqueda de aplicaciones científicas para el arte y de respuestas artísticas para la ciencia ha sido el eje de su formación, especialización y posteriores obras. Esta inquietud por la simbiosis arte y humanidades/ciencias]], propia del Renacimiento y muy vigente en la actualidad, ha caracterizado desde el inicio de su proyección todas sus actividades investigadoras, docentes, profesionales y de gestión muy útiles para la dirección de equipos que requieren de la integración de ambos campos, supuestamente, tan diferentes.
1.-Estudios de conservación-restauración de monumentos, Pintura de Caballete y Textiles: En especial en la Alhambra sobre el biodeterioro de arquitecturas del agua tal como las fuentes monumentales con la diagnosis y tratamiento del biodeterioro por agentes biológicos (bacterias, algas, plantas superiores, hongos, insectos y vertebrados).
2.-Creaciones artísticas. Principalmente de carácter pictórico, escultórico, de ilustraciones y fotografías.

### Actividad docente y profesional
Su función docente comienza en 1991 impartiendo clases prácticas de introducción y procedimientos en el Departamento de Pintura de Granada. En el 1992 pasa a ser responsable de un grupo de Introducción a la Restauración y posteriormente de asignaturas relacionadas con la Restauración de Textiles -siendo entonces el único profesor de esta asignatura en España-, Agentes de Deterioro, Problemas de Conservación, Factores de Deterioro, Diseño de Exposiciones y otras relacionadas con la producción pictórica como Pintura y Figuración, Pintura y Entorno Natural, Técnicas y Tecnologías Pictóricas, Pintura y Representación: Entorno Natural, etc. 
Por otro lado, con el fin de aportar al alumnado de Bellas Artes las bases científicas para abordar el estudio del biodeterioro y las técnicas artísticas, crea las asignaturas de Libre Configuración Específica: “Biología básica aplicada a las Técnicas Artísticas y la Restauración” y “Biodeterioro y Restauración: materiales orgánicos”. 
El interés por la docencia le ha llevado a participar en Proyectos de Innovación Docente, en los que ha tratado de facilitar y actualizar la docencia de la restauración, el biodeterioro]], la pintura y la ilustración científica. Participando así en actividades involucradas en la adaptación de los estudios actuales al Espacio Europeo de Enseñanza Superior (EEES).
Es director y fundador del aula BIO-ARTE (Artistas Granadinos por la Naturaleza, 2006) en la Facultad de Bellas Artes, que cuenta en el Barrio Albaycín, con un taller especializado en ilustración y “Wildlife Art”, donde organiza diversas actividades, salidas de campo, premios y concursos de Pintura, exposiciones de alumnos. También cuenta con la organización de diversas actividades como talleres en el Parque de las Ciencias, ilustración de libros, Webs, DVDs, exposiciones y cursos de formación continua sobre pintura e ilustración de la naturaleza; director del Aula Arte Musical y Escénico de la Facultad de Bellas Artes desde el 2005; director del Laboratorio de Biodeterioro.

### Actividad artística
En 1989 realiza su primera exposición y desde ese momento participa y organiza numerosas exposiciones individuales y colectivas multidisciplinares que han repercutido en los medios de comunicación, locales y nacionales, tanto en televisión, radio, prensa de papel y digital, redes sociales, evidenciándose lo novedoso y trascendente de sus propuestas, tanto en los foros artísticos como en los científicos.
Sus obras más conocidas se basan en el uso de algas vivas, desarrollando una pintura algal a partir de microalgas molidas y aglutinadas con polímeros sintéticos, y por otro lado cuadros vivos mediante el cultivo de microalgas entre cristales. Los 'cuadros vivos’ son obras pictóricas consistentes en algas aisladas y enmarcadas entre dos cristales, algunos con pequeñas aberturas que permiten el paso del aire, que van evolucionando en su composición y color en relación con los microorganismos que lo forman.
También cuenta con singulares obras creadas específicamente para ser visualizadas con gafas 3D, así como ajedreces de autor ready-made.

## El Gabinete como Museo
Su exposición: “El extraño Gabinete del Prof. Bolívar-Galiano” que nació de su particular combinación de ciencia y arte, le ha permitido recuperar el uso de los Gabinetes como museos. La idea de no exponer dicha obra en galerías o museos convencionales sino más bien en aquellos lugares donde están inspiradas, como es el caso de la titulada “Arte y Ciencia” que se ubicó en la Facultad de Ciencias de Granada, ha posibilitado la creación de un nuevo concepto de espacio museístico donde fue trasladada dicha exposición. Bolívar Galiano, en esta ocasión bajo el pseudónimo artístico de Ferbo Ligali, propone volver a la manera de exponer anterior a la disociación de los museos, cuando aún se les denominaba "Gabinetes de Curiosidades" o "Cuartos de Maravillas", y que, posteriormente pasaron a llamarse museos de historia natural o ciencias naturales por un lado y de bellas artes o pinacotecas por otro. Conduciéndole a la necesidad de recrear los ambientes lumínicos y estéticos de estos espacios singulares que atraían la atención, tanto de personas versadas en las letras como en las ciencias.
De este modo y aprovechando su experiencia en montaje de exposiciones creó el Museo-Gabinete Ferbo Ligali, un espacio donde además de cumplir la labor de gabinete, es además un museo donde la ciencia y el arte se aúnan en un rincón de Granada donde la naturaleza, belleza y ciencia cohabitan un espacio que posibilita diferentes actividades culturales tales como ciclos de conferencias, cursos, talleres, coloquios, cinefórum, fotoforum, filmaciones para televisión, conciertos, teatro, etc., teniendo cabida además todas las disciplinas artísticas, científicas o filosóficas.
Recientemente instaló un gabinete musical en la antesala del Auditorio del Real Conservatorio Superior de Música de Granada dentro de la Exposición Musik=Art=Science donde se mostraba artísticamente las relaciones entre la ciencia y la música.

## Exposiciones
- Exposición MUSIK=ART=SCIENCE con obras del Museo Ferbo Ligali en el Real Conservatorio Superior de Música de Granada. 2015.[19][20]
- "Poéticas del color y del límite". Exposición dedicada a José Guerrero en su Centenario. Palacio de la Madraza, noviembre-diciembre de 2014.
- "Arte y Ciencia: El extraño Gabinete del Profesor Bolivar Galiano". 2014.[21]
- Exposición de pintura " El color de las Algas en la Alhambra". 2007
- Exposición de pintura "Los 12 rostros de la Alhambra". 2007

## Producción científica
- Bolívar Galiano, Fernando, "L´Alhambra a Granada: 15 anni di indagini sulla conservazion delle fontane''. L’acqua le pietre i bronzi. Le fontane momunentale. Palombi Editori. Roma. 2010. [[ISBN 978-88-6060-300-5]].
- Bolívar Galiano, Fernando, "El Color como punto de encuentro entre Ciencia y Arte''. BOCETOS. Boletín Asociación Española  de Artistas de Naturaleza, 3: 3.  2007.
- Bolívar Galiano, Fernando, "Fauna en acción. Guía para observar comportamiento animal en España''. 2006. Lynx Edicions. Bellaterra, Barcelona . [[ISBN: 84-96553-23-X]].
- Bolívar Galiano, Fernando, "Pintura Algal: paralelismos entre comunidades microalgales y técnicas pictóricas, ¿pudo ser la primera pintura?'''. ALGAS. Boletín de la Sociedad Española de Ficología, 30: 9-: 12. 2006.
- Bolívar Galiano, Fernando, "Microalgae associated with deteriorated stonework of the fountain of Bibatauín''. International Biodeterioration and Biodegradation, 55: 55- 61. 2005. England (UK)
- Bolívar Galiano, Fernando, "Artificial marble stones as a solution for biodeterioration by microalgae on monumental fountains''. International Biodeterioration and Biodegradation, 53. 2004. England (UK).
- Bolívar Galiano, Fernando, "Indirect effects of a non target species, Pyrrhalta luteola (Chrysomelidae) on the biodeterioration of Brussels Tapestries''. International Biodeterioration and Biodegradation, 54: 297-302. 2004. England (UK)
- Bolívar Galiano, Fernando, "Le Fontane Monumentali dell’Alhambra di Granada. Problemi di Biodeterioramento". Kermes  63- 68, octubre-diciembre de 2002.  Nardini Editore. Florencia, Italia.
- Bolívar Galiano, Fernando, "Il biodeterioramento delle fontane dei Reales Alcazares di Siviglia e dell’Alhambra di Granada (Spagna)'''. Science and Technology for Cultural Heritage, 11(1-2): 111- 118. 2002.  Pisa y Roma, Italia.
- Bolívar Galiano, Fernando, "Biomineralization Processes in the Fountains of the Alhambra, Granada, Spain''. International Biodeterioration and Biodegradation: 40 (2-4) 205-215. 1997. England (UK).
- Bolívar Galiano, Fernando, "Preliminary Study on the Biodeterioration of Canvas Paintings from the Seventeenth Century By Microchiroptera''. International Biodeterioration and Biodegradation: 40 (2-4): 161-169. 1997. England (UK).
- Bolívar Galiano, Fernando, "Preliminary results on the study of the algal biodeterioration within the Alhambra (Granada, Spain).''' Bioderioration and Biodegradation 9. 210-216.1995. England. [[ISBN: 0 85295319 4]].
- Bolívar Galiano, Fernando, "Formas de deterioro en fuentes monumentales''. Boletín del Colegio de Bellas artes de Andalucía  (Teodosio 5). 19: 4- 5. 1995. Sevilla.
- Bolívar Galiano, Fernando, "Los agentes de biodeterioro del patrimonio pictórico, textil y gráfico''. PH. Boletín del Instituto Andaluz del Patrominio Histórico. 12: 50- 51. 1995. Sevilla.